# Pietrafredda (personaggio)
Pietrafredda (Coldstone) è un personaggio della serie televisiva a cartoni animati Gargoyles - Il risveglio degli eroi realizzata dalla Disney e andata in onda dal 1994 al 1997.
In italiano è doppiato da Michele Gammino.

## Storia
Pietrafredda è composto dalle personalità di tre gargoyles, due dei quali, Otello e Desdemona, sono fratello e sorella di nido di Golia; l'altro (Iago) è un gargoyle malvagio che odiava Golia con tutto se stesso.
Furono tutti distrutti durante il massacro di Wyvern nel 994; ma vengono riportati in vita nel 1994 da Dèmona e da Xanatos attraverso l'utilizzo in contemporanea di tecnologia e magia nell'ultima puntata della prima stagione ("Il nuovo risveglio"). È Dèmona stessa a ricordargli il suo nome.
Sempre Demona e David Xanatos poi tentato di utilizzare Pietrafredda per distruggere Golia e il suo clan. Quando Pietrafredda attacca Golia, il capo del Clan di Manhattan non lo riconosce, ma poi durante il loro scontro si ricorda di lui e lo salva da morte certa per annegamento e si sacrificherà per questo.
Riapparirà in seguito affetto da un virus (contratto dopo aver attaccato un centro della Cyber Biotic) che ne cancella progressivamente la memoria provocando l'alternarsi delle sue tre personalità fino a disattivarlo. I membri del clan di Manhattan lo terranno con sé nella torre dell'orologio in cui abitano nella speranza un giorno di poterlo riattivare.
In seguito viene sottratto da Demona e Macbeth, i quali lo riparano e fanno sì che la personalità malvagia prenda il sopravvento, almeno per un certo periodo, perché quando la parte buona recupera il controllo costringe i due alla fuga ed aiuta Elisa a liberare i suoi compagni che erano stati catturati.
In seguito fugge e va a vivere sull'Himalaya.
Pietrafredda fa poi la sua ultima apparizione nel quarantanovesimo episodio della seconda serie ("Possessione") dove viene ricatturato da Xanatos e suo figlio, Alexander, grazie ai suoi innati poteri magici e agli insegnamenti di Owen (in realtà l'elfo Puck), riesce a separare le tre anime di gargoyles in tre diversi robot.
Iago (nel robot Freddoacciaio) scappa; mentre le altre due Otello (in Pietrafredda) e Desdemona (in Fuocofreddo) si allontanano giurando di ritornare.
E ritornano davvero, nelle storie canoniche a fumetti. Mentre infuria la battaglia tra Macbeth, Re Artù, Hudson, Lexington insieme al clan dei gargoyle di Londra contro Coyote, Freddoacciao e i robot al servizio di Xanatos, intervengono anche Pietrafredda e Fuocofreddo in favore dei loro compagni sconfiggendo tutti i nemici e costringendo Freddoacciaio alla ritirata. Dopodiché ritornano a New York insieme ad Hudson e Lexington e si uniscono al clan di Manhattan.
In Reunion, Shari racconta ad Ailog un'avventura inedita della seconda serie, avvenuta durante il viaggio per il mondo di Golia, Elisa, Angela e Bronx. Avalon li portò nel Tibet e, dopo aver incontrato Pietrafredda, scoprirono che dei monaci tibetani lo stavano aiutando a cercare una volta per tutte di dominare lo spirito del malvagio Iago. Golia lo invitò a venire con lui e i suoi compagni di viaggio, ma Pietrafredda rifiutò.
La serie canonica a fumetti termina poi con il clan di Manhattan che, al completo e con nuovi membri, va a fermare il Branco che sta terrorizzando Times Square.

## Poteri e abilità
Pietrafredda ha fondamentalmente tutte le capacità di un gargoyles, quali forza, agilità, resistenza, velocità e riflessi sovrumani; incrementati però dalla sua costituzione di cyborg. Incorporati nel suo corpo ha invece i gadget dati in dotazione a tutti i membri del clan di metallo; come pistole laser, propulsori, artigli d'acciaio ed un particolare sistema elettronico che gli permette di interagire con altre macchine; non ha bisogno di ricaricarsi in nessun modo e dunque è dotato di un serbatoio infinito di energia.
Le sue ali sono completamente meccaniche ed a differenza dei gargoyles normali lui può usarle per volare e non solo per planare come gli altri membri della sua specie.
Inoltre Pietrafredda di giorno non subisce il fenomeno della pietrificazione poiché fondamentalmente non è più un gargoyle.